# Formel-Nippon-Saison 2011
Die Formel-Nippon-Saison 2011 war die 25. Saison der Formel Nippon. Sie umfasste insgesamt sieben Rennwochenenden. Die Saison begann am 15. Mai und endete am 6. November in Suzuka.

## Starterfeld
Alle Teams fuhren mit Chassis der Firma Swift Engineering.
| Team                         | Nr. | Fahrer                 | Motor  | Rennen    |
| ---------------------------- | --- | ---------------------- | ------ | --------- |
| Team Impul                   | 01  | João Paulo de Oliveira | Toyota | 1–7, S    |
| Team Impul                   | 02  | Kōhei Hirate           | Toyota | 1–7, S    |
| Kondō Racing                 | 03  | Andrea Caldarelli      | Toyota | 1–7, S    |
| Team LeMans                  | 07  | Kazuya Ōshima          | Toyota | 1–7, S    |
| Team Kygnus Sunoco           | 08  | Hiroaki Ishiura        | Toyota | 1–7, S    |
| HP Real Racing               | 10  | Takashi Kobayashi      | Honda  | 1–7, S    |
| HP Real Racing               | 11  | Hideki Mutoh           | Honda  | 4, 7      |
| Team Mugen                   | 16  | Naoki Yamamoto         | Honda  | 1–7, S    |
| SGC by KCMG                  | 18  | Alexandre Imperatori   | Toyota | 1–7       |
| SGC by KCMG                  | 18  | Tsugio Matsuda         | Toyota | S         |
| Nakajima Racing              | 31  | Daisuke Nakajima       | Honda  | 1–7, S    |
| Nakajima Racing              | 32  | Takashi Kogure         | Honda  | 1–7, S    |
| Project μ/cerumo・INGING     | 33  | Yūji Kunimoto          | Toyota | 1–7, S    |
| Petronas Team TOM’S          | 36  | André Lotterer         | Toyota | 1, 3–7, S |
| Petronas Team TOM’S          | 36  | Takuto Iguchi          | Toyota | 2         |
| Petronas Team TOM’S          | 37  | Kazuki Nakajima        | Toyota | 1–7, S    |
| Docomo Team Dandelion Racing | 40  | Takuya Izawa           | Honda  | 1–7, S    |
| Docomo Team Dandelion Racing | 41  | Kōdai Tsukakoshi       | Honda  | 1–7, S    |
| Le Beausset Motorsports      | 62  | Kōki Saga              | Toyota | 1–7, S    |

- S: Teilnahme am Fuji Sprint Cup 2011

### Änderungen bei den Fahrern
Die folgende Auflistung enthält alle Fahrer, die an der Formel-Nippon-Saison 2010 teilgenommen haben und in der Saison 2011 nicht für dasselbe Team wie 2010 starteten.
Fahrer, die ihr Team gewechselt haben:
- Takuto Iguchi: Deliziefollie/Cerumo-Inging → Petronas Team TOM’S
- Hiroaki Ishiura: Team LeMans → Team Kygnus Sunoco
- Kazuya Ōshima: Petronas Team TOM’S → Team LeMans
- Kōdai Tsukakoshi: HFDP Racing → Docomo Team Dandelion Racing
- Naoki Yamamoto: Nakajima Racing → Team Mugen

Fahrer, die in die Formel-Nippon einstiegen bzw. zurückkehrten:
- Andrea Caldarelli: Italienische Formel-3-Meisterschaft (Prema Junior) → Kondō Racing
- Alexandre Imperatori: Japanische Formel-3-Meisterschaft (Toda Racing) → SGC by KCMG
- Takashi Kobayashi: Japanische Formel-3-Meisterschaft (HFDP Racing) → Real Racing
- Yūji Kunimoto: Japanische Formel-3-Meisterschaft (Petronas Team TOM’S) → Project μ/cerumo・INGING
- Hideki Mutoh: IndyCar Series (Newman/Haas Racing) → Real Racing
- Daisuke Nakajima: Britische Formel-3-Meisterschaft (Räikkönen Robertson Racing) → Nakajima Racing
- Kazuki Nakajima: Auszeit → Petronas Team TOM’S
- Kōki Saga: Japanische Formel-3-Meisterschaft (Denso Team Le Beausset) → Le Beausset Motorsports

Fahrer, die noch keinen Vertrag für ein Renncockpit 2011 besitzen:
- Kei Cozzolino
- Loïc Duval
- Katsuyuki Hiranaka
- Yūji Ide
- Tsugio Matsuda

## Rennkalender
Die Saison 2011 umfasste sieben Rennen. Zusätzlich fand nach der Saison ein nicht zur Meisterschaft zählender Lauf, der Fuji Sprint Cup 2011, in Fuji statt. Das erste Saisonrennen in Suzuka war ursprünglich für den 17. April geplant. Wegen des Tōhoku-Erdbebens 2011 und den daraus resultierenden Folgen wurde das Rennen jedoch auf den 15. Mai verschoben. Das für dieses Wochenende geplante Rennen in Motegi wurde an einem anderen Termin nachgeholt. Im weiteren Verlauf der Saison wurde ein weiteres Rennen, das zweite Rennen in Suzuka, wegen eines schweren tropischen Sturms abgesagt.
| Nr. | Datum         | Rennstrecke | Sieger                 | Zweiter         | Dritter                |
| --- | ------------- | ----------- | ---------------------- | --------------- | ---------------------- |
| 1.  | 15. Mai       | Suzuka      | André Lotterer         | Takashi Kogure  | Kazuki Nakajima        |
| 2.  | 5. Juni       | Kamitsue    | Kazuki Nakajima        | Kazuya Ōshima   | Kōdai Tsukakoshi       |
| 3.  | 17. Juli      | Fuji        | André Lotterer         | Kōhei Hirate    | Kazuki Nakajima        |
| 4.  | 7. August     | Motegi      | João Paulo de Oliveira | André Lotterer  | Kazuki Nakajima        |
| 5.  | 4. September  | Suzuka      | abgesagt               | abgesagt        | abgesagt               |
| 6.  | 25. September | Sugō        | André Lotterer         | Hiroaki Ishiura | Kazuki Nakajima        |
| 7A. | 6. November   | Motegi      | André Lotterer         | Kazuki Nakajima | Kōdai Tsukakoshi       |
| 7B. | 6. November   | Motegi      | André Lotterer         | Kazuki Nakajima | João Paulo de Oliveira |
| —*  | 13. November  | Fuji        | João Paulo de Oliveira | Hiroaki Ishiura | Kazuki Nakajima        |

*Der Fuji Sprint Cup am 13. November zählt nicht zur Meisterschaft.

## Wertungen

### Punktesystem
Die Punkte wurden nach folgendem Schema vergeben:
| Rennen | Position | 1  | 2 | 3 | 4   | 5 | 6   | 7 | 8   | PP |
| ------ | -------- | -- | - | - | --- | - | --- | - | --- | -- |
| 1–6    | Punkte   | 10 | 8 | 6 | 5   | 4 | 3   | 2 | 1   | 1  |
| 7      | Punkte   | 8  | 4 | 3 | 2,5 | 2 | 1,5 | 1 | 0,5 | 1  |

### Fahrerwertung
| Pos. | Fahrer         | SU1 | AUT | FU1 | MO1 | SU2 | SUG | MO2 | MO2 |     | FU2    | Punkte |
| ---- | -------------- | --- | --- | --- | --- | --- | --- | --- | --- | --- | ------ | ------ |
| 01   | A. Lotterer    | 1   |     | 1   | 2   | C   | 1   | 1   | 1   | 5   | 56,0   |        |
| 02   | K. Nakajima    | 3   | 1   | 3   | 3   | C   | 3   | 2   | 2   | 3   | 42,0   |        |
| 03   | J. de Oliveira | 6   | 4   | 4   | 1   | C   | DNF | 9   | 3   | 1   | 28,0   |        |
| 04   | K. Tsukakoshi  | 7   | 3   | 5   | 4   | C   | 4   | 3   | 8   | 7   | 26,5   |        |
| 05   | K. Ōshima      | 5   | 2   | 12  | 8   | C   | 6   | DNF | 5   | 4   | 19,0   |        |
| 06   | H. Ishiura     | 8   | 10  | 6   | 7   | C   | 2   | 6   | 6   | 2   | 17,0   |        |
| 07   | T. Kogure      | 2   | DNF | 7   | DNF | C   | 7   | 5   | 4   | 12  | 16,5   |        |
| 08   | K. Hirate      | 9   | 8   | 2   | 5   | C   | 8   | 7   | DNF | 10  | 15,0   |        |
| 09   | T. Izawa       | 4   | 6   | 10  | 6   | C   | DNF | DNF | 10  | 6   | 11,0   |        |
| 10   | Y. Kunimoto    | 13  | 11  | 15  | 12  | C   | 5   | 4   | DNF | DNF | 6,5    |        |
| 11   | N. Yamamoto    | DNF | 5   | 9   | 14  | C   | 11  | 12  | DNF | 8   | 5,0    |        |
| 12   | A. Imperatori  | 10  | 7   | DNF | 11  | C   | 12  | 8   | 12* |     | 2,5    |        |
| 13   | D. Nakajima    | 11  | DNF | 8   | 9   | C   | 10  | 11  | 7   | DNF | 2,0    |        |
| 14   | T. Kobayashi   | DNF | 9   | 11  | 15  | C   | DNF | 10  | 11  | 11  | 0,0    |        |
| 15   | H. Mutoh       |     |     |     | 10  |     |     | DNF | 9   |     | 0,0    |        |
| 16   | A. Caldarelli  | DNF | DNF | 13  | 13  | C   | 9   | DNF | DNF | 9   | 0,0    |        |
| 17   | K. Saga        | 12  | DNF | 14  | 16  | C   | 13  | 13  | DNF | 13  | 0,0    |        |
| 18   | T. Iguchi      |     | 12  |     |     |     |     |     |     |     | 0,0    |        |
| —    | T. Matsuda     |     |     |     |     |     |     |     |     | 14  | 0,0    |        |
| Pos. | Fahrer         | SU1 | AUT | FU1 | MO1 | SU2 | SUG | MO2 | MO2 | FU2 | Punkte |        |

| Farbe                        | Bedeutung                               | Bedeutung |
| ---------------------------- | --------------------------------------- | --- |
| Gold                         | Sieger                                  | Sieger |
| Silber                       | 2. Platz                                | 2. Platz |
| Bronze                       | 3. Platz                                | 3. Platz |
| Grün                         | Platzierung in den Punkten              | Platzierung in den Punkten |
| Blau                         | Klassifiziert außerhalb der Punkteränge | Klassifiziert außerhalb der Punkteränge                                                                                         |
| Violett                      | Rennen nicht beendet (DNF)              | Rennen nicht beendet (DNF) |
| Violett                      | nicht klassifiziert (NC)                | |
| Rot                          | nicht qualifiziert (DNQ)                | nicht qualifiziert (DNQ) |
| Schwarz                      | disqualifiziert (DSQ)                   | disqualifiziert (DSQ) |
| Weiß                         | nicht am Start (DNS)                    | nicht am Start (DNS) |
| Weiß                         | zurückgezogen (WD)                      | |
| Weiß                         | Rennen abgesagt (C)                     | |
| Blanko                       | nicht teilgenommen                      | nicht teilgenommen |
| Blanko                       | verletzt oder krank (INJ)               | |
| Blanko                       | ausgeschlossen (EX)                     | |
| sonstige Formate und Zeichen | P/fett                                  | Pole-Position |
| sonstige Formate und Zeichen | kursiv                                  | Schnellste Rennrunde (in der GP2-Serie/FIA-Formel-2-Meisterschaft ab 2008 für die schnellste Rennrunde der besten zehn Piloten) |
| sonstige Formate und Zeichen | *                                       | nicht im Ziel, aufgrund der zurückgelegten Distanz aber gewertet                                                                |
| sonstige Formate und Zeichen | unterstrichen                           | Führender in der Gesamtwertung                                                                                                  |